# Maksîmeț, Nadvirna
Maksîmeț (în ucraineană Максимець) este un sat în comuna Zelena din raionul Nadvirna, regiunea Ivano-Frankivsk, Ucraina.

## Demografie
Componența lingvistică a localității Maksîmeț
     Ucraineană (99,89%)
     Alte limbi (0,11%)
Conform recensământului din 2001, majoritatea populației localității Maksîmeț era vorbitoare de ucraineană (99,89%), existând în minoritate și vorbitori de alte limbi.